# ナカヤマ
株式会社ナカヤマは、かつて存在した日本の住宅関連企業。住宅リフォームを始め、新築・建替え、さらに不動産など住宅関連事業を幅広く行っていた。
2018年4月1日、ヤマダ電機との吸収合併により、ヤマダ電機リフォーム事業部として事業継承される。全国のショールームは家電住まいる館YAMADAオープンにあわせ、順次、家電住まいる館YAMADA内にショールームを移転する。
異業種の同社名が2023年現在でも全国各地に存在するが一切関係ない。

## 概要
リフォーム・増改築専門店として、全国にショールームを展開。また、住宅設備・建材等の製造も行うなど、商品の開発・製造・販売・物流・施工を一貫して行っている。

システムキッチン・洗面化粧台・トイレ・ユニットバス・内装床材・外壁材・屋根材などの製造は、海外（フィリピン）工場で実施。それらを、物流センターを北海道（札幌市）・関東（埼玉県上尾市）・関西（兵庫県揖保郡太子町）・九州（福岡県福岡市）を通じて全国に提供している。
過去には契約が取れなければ給与は支払わないという実質無給の契約をしたり、また契約した歩合を支払わない、滞納など、営業社員とのトラブルが絶えない企業でもあった。

## 沿革
- 1985年 4月　中山塗装工業として創業
- 1990年 8月　株式会社中山塗装工業を設立
- 1992年 10月　支店展開１号(行田支店)２号(久喜支店)同時開設
- 1994年 2月　県知事許可取得
- 1995年 2月　株式会社 中山工務店を設立
- 1999年 3月　一級建築士事務所登録
- 2000年 4月　株式会社 ナカヤマに社名変更
- 2001年 4月　国土交通大臣許可取得
- 2003年 4月　海外コンピューターセンター開設
- 2003年 8月　関東物流センター　開設
- 2003年 9月　海外自社工場完成(ナカヤマテクノロジーコーポレーション)
- 2004年 5月　関西物流センター　開設
- 2004年 7月　海外タイル工場・金属加工工場完成　開設
- 2004年 12月　海外自社工場 ISO9001 認証取得
- 2005年 5月　北海道物流センター　開設
- 2005年 8月　不動産事業　開始
- 2006年 5月　住宅リフォーム第三者保証制度導入
- 2008年 3月　韓国ショールーム　開設
- 2009年 2月　全国ショールーム化及び店舗大型化開始
- 2009年 10月　システムキッチン製造開始
- 2010年 6月　上尾物流センター　開設
- 2010年 11月　桶川物流センター・埼玉工場　開設
- 2011年 6月　木工建材製造開始
- 2012年 1月　洗面化粧台製造開始
- 2012年 2月　無垢フローリング製造開始
- 2012年 3月　ユニットバス製造開始
- 2012年 6月　技術研修センター開設
- 2013年 8月　九州物流センター開設
- 2013年 9月　カーボニック製造第2工場完成
- 2013年 12月　関東・桶川物流センター合併により新関東物流センター開設
- 2014年 1月　エンボスサイディング製造開始
- 2014年 2月　インクジェットサイディング製造開始
- 2014年 8月　アウトレット商品専門のウェブサイト「みず市場」http://mizuichiba.com/ 開設
- 2017年 2月　株式会社ヤマダ電機との業務提携
- 2017年 11月　株式会社ヤマダ電機との資本提携
- 2018年4月 ヤマダ電機との吸収合併により、ヤマダ電機リフォーム事業部として事業継承

## メディア

### 一社提供番組
- おうちの神様（日本テレビ、2011年4月3日 - 2015年3月29日）

### 複数社提供番組
- 大改造!!劇的ビフォーアフター（朝日放送）

### CMキャラクター
- 小堺一機（2001年12月 - 2003年11月）
- 赤井英和（2005年4月 - 2006年4月）
- 川合俊一（2013年4月 - ）